# Distretto di Chittagong
Il distretto di Chittagong è un distretto del Bangladesh situato nella divisione di Chittagong. Si estende su una superficie di 5.282,92 km² e conta una popolazione di 7.616.352 abitanti (dato censimento 2011).

## Suddivisioni amministrative
Il distretto si suddivide nei seguenti sottodistretti (upazila):
- Anwara
- Banshkhali
- Boalkhali
- Chandanaish
- Fatikchhari
- Hathazari
- Lohagara
- Mirsharai
- Patiya
- Rangunia
- Raozan
- Sandwip
- Satkania
- Sitakunda